# Jarosław Zagrodnik
Jarosław Zagrodnik – polski prawnik, doktor habilitowany nauk prawnych, profesor nadzwyczajny Uniwersytetu Śląskiego, specjalista w zakresie prawa karnego, radca prawny.

## Życiorys
W 2003 na podstawie napisanej pod kierunkiem Kazimierza Marszała rozprawy pt. Skarga subsydiarna w procesie karnym otrzymał na Wydziale Prawa i Administracji Uniwersytetu Śląskiego stopień naukowy doktora nauk prawnych w zakresie prawa. Tam też na podstawie dorobku naukowego oraz rozprawy pt. Model interakcji postępowania przygotowawczego oraz postępowania głównego w procesie karnym uzyskał w 2014 stopień doktora habilitowanego nauk prawnych w zakresie prawa.
Został profesorem nadzwyczajnym Wydziału Prawa i Administracji Uniwersytetu Śląskiego zatrudnionym w Katedrze Prawa Karnego Procesowego.